# Glacier du Grand Bec
Le glacier du Grand Bec est un ancien glacier de France situé en Savoie, dans le massif de la Vanoise, sur la face occidentale du Grand Bec et la face méridionale de la Becca Motta,. Il était voisin d'un autre petit glacier lui aussi disparu, le glacier de la Culaz situé juste au sud.